# Бергман 1896
Бергманн 1896 — немецкий самозарядный пистолет, разработанный в 1896 году Луисом Шмайссером и производившийся компанией Теодора Бергманна.

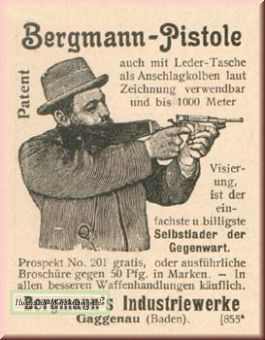

## История
В 1896 году от Бергманна появились на свет сразу три уже не экспериментальные, а промышленно выпускающиеся модели пистолетов: Бергманн №2 калибра 5 мм, Бергманн №3 калибра 6,5 мм и ограниченное количество пистолетов Бергманн №4 калибра 8 мм. Это оружие со свободным затвором. В ранних моделях отсутствует выбрасыватель: при перезаряжании гильза отражалась от следующего патрона в магазине и вылетала наружу. Сбоку затворной коробки имеется специальное предохранительное отверстие для сброса давления газов в случае разрыва гильзы патрона. Автоматика пистолета работает за счет отдачи свободного затвора. Запирание канала ствола осуществляется массой затвора и возвратной пружиной.
Патроны были бесфланцевые, причём ранние выпуски не имели проточек на гильзах под зацеп выбрасывателя. Пули оболочечные оживальной формы с закруглёнными вершинками - для надёжной подачи из магазина. В поздних версиях у пистолетов появились выбрасыватели, а гильзы патронов обзавелись проточками для них. Пистолет заряжается после подачи вниз и вперед рычага перед спусковой скобой, который открывает крышку магазина. Вставляется обойма с пятью патронами, и крышка закрывается. Подающая пружина подаёт патроны на линию досылания. Магазин можно снарядить патронами и без обоймы.